# Eustasio de Nápoles
Eustasio (fl. siglo III) fue obispo de Nápoles; su culto como santo fue confirmado por el Papa León XIII en 1884.

## Biografía
Hay poca información relativa a Eustasio. Dos antiguos textos medievales, la Gesta episcoporum neapolitanorum (alrededor del siglo IX) y el Catalogus episcoporum neapolitanorum (siglo X) lo señalan como el séptimo obispo de Nápoles, sucesor de Agripino y antecesor de Efebo. Vivió en la primera mitad del siglo III, mucho antes del 343, año en el que se documenta históricamente el noveno obispo napolitano, Fortunato.
Según el Catalogus, Eustasio fue obispo durante 17 años durante los pontificados de los papas Antero (235-236) y Fabián (236-250).
La Gesta informa que sus restos fueron trasladados, hacia el siglo IX, «in altario beate Dei genitricis semperque virginis Mariae, que dicitur Cosmidi», es decir, el altar mayor de la iglesia identificado con el de Santa Maria in Cosmedin (o di Portanova).

## Culto
La urna que contenía su cuerpo fue encontrada en 1616 y el arzobispo Decio Carafa extendió el culto al santo obispo desde la iglesia que guardaba su sepultura a toda la diócesis.
En septiembre de 1884 se realizó el reconocimiento canónico de las reliquias.
El culto a San Eustasio desde tiempos inmemoriales fue confirmado por el Papa León XIII el 18 de diciembre de 1884.
Su fiesta está marcada el 10 de mayo en el calendario marmoreo de la Iglesia de Nápoles. Su elogio se puede leer en el Martirologio Romano el 29 de marzo:

En Nápoles, de la Campania, conmemoración de san Eustasio, obispo (s. III).
Martirologio Romano